# Emma Eames
Pour les articles homonymes, voir Eames.
Emma Eames (13 août 1865 – 13 juin 1952) est une soprano américaine renommée pour la beauté de sa voix. Elle a chanté les grands rôles lyriques et dramatique de l'opéra et a eu une carrière à New York, Londres et Paris durant la dernière décennie du 19e siècle et la première décennie du 20e siècle.

## Jeunesse
Fille d'un avocat international, Emma Eames est née à Shanghai, en Chine et a grandi à Portland et Bath dans l'État américain du Maine. La promesse de la qualité de sa voix a été reconnue très tôt par sa mère et elle a reçu des cours de chant encore petite fille. Elle a fréquenté l'école à Boston, où elle a étudié le chant avec Charles R. Adams.
Plus tard, elle a pris des leçons de chant à Paris, avec l'excellente mais autocratique professeur (sans "e" !) de bel canto, Mathilde Marchesi. Il a été dit dans la presse au moment de la mort de Marchesi, en 1913 qu'Eames avait fait l'éloge de la scolarité qu'elle a reçue de ce professeur. Cependant, par la suite, cependant, elle a choisi de minimiser l'importance de l'influence de Marchesi sur sa technique vocale.

## Carrière de chanteuse
Engagée par Eugène Ritt et Pedro Gailhard, après le départ d'Adelina Patti, Emma Eames fait ses débuts à l'opéra dans Roméo et Juliette de Gounod à l'Opéra de Paris, au palais Garnier, le 13 mars 1889. Elle joua le rôle de Juliette de nombreuses fois au cours des deux années suivantes, tout en ajoutant d'autres ouvrages de l'opéra de Paris à son répertoire. Dès le mois de novembre 1889, le journal The Times l'a appelé « La cantatrice favorite de l'Opéra ». Elle a quitté la troupe en 1891, pour des raisons personnelles. Elle a accepté de chanter à nouveau à Paris en 1904, dans une représentation à bénéfice de Tosca de Puccini, mais cette production a été mise en scène à La Salle Favart, plutôt qu'au palais Garnier.
Vers la fin de 1891, Eames fait ses débuts au Metropolitan Opera de New-York, dans le rôle de Juliette, qui est sa marque, elle est rapidement devenue favorite du public du Met. Elle y jouera régulièrement dans une variété d'opéras jusqu'en 1909, lorsqu'un différend avec la direction précipite son départ. Eames a également obtenu un certain nombre de succès avec des apparitions à Londres à la Royal Opera House à Covent Garden. Elle y chante par intermittence à partir de 1891 jusqu'en 1901 et s’est imposée comme une véritable rivale à la diva régnante de Covent Garden, Nellie Melba, qu’elle détestait sincèrement. Eames a également chanté à Madrid et rempli des engagements lucratifs à l'opéra de Monte-Carlo, dans les années 1890.
En 1906, Eames est venue à San Francisco avec une tournée de la troupe des principaux chanteurs du Met, Caruso, Marcella Sembrich, Giuseppe Campanari (en), Pol Plançon. Elle a eu la chance de sortir indemne du tremblement de terre dévastateur qui a frappé la ville et de l'incendie qui s'ensuivit. Eames a fait ses adieux à l'opéra au cours de la saison 1911-12 avec la Compagnie de l'Opéra de Boston (en). Elle a ensuite entrepris une série de tournées de concerts aux États-Unis, figurant au programme pour la dernière fois en 1916, date à laquelle sa voix a montré des signes de détérioration. Son autobiographie, Quelques Souvenirs et Réflexions, a été publiée en 1929.

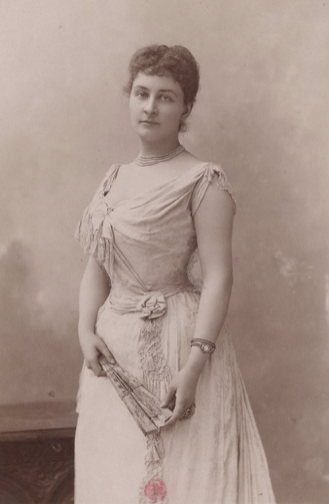
Portrait de Emma Eames (Atelier Nadar)

## Répertoire (sélection)

### à Paris
- 1889 : Roméo et Juliette de Gounod
- 1890 : Ascanio de Saint-Saëns (rôle de Colombe), création
- 1890 : Zaïre opéra en 2 actes de Paul Véronge de la Nux, livret d'Édouard Blau et Louis Besson, 1re représentation, 28 mai 1890 (rôle de Zaïre)

### au Met
Productions jouées à la Metropolitan Opera House, sauf mention contraire
- 1891 : Lohengrin de Richard Wagner, avec Jean de Reszke, Édouard de Reszke, direction musicale Auguste Vianesi (à Chicago ; rôle d'Elsa)
- 1891 : Faust de Charles Gounod, avec Jean de Reszke, Édouard de Reszke, direction musicale Auguste Vianesi (à Chicago)
- 1891 : Roméo et Juliette de Charles Gounod, avec Jean de Reszke, Édouard de Reszke, direction musicale Auguste Vianesi (rôle de)
- 1894 : Werther de Jules Massenet, avec Jean de Reszke, direction musicale Luigi Mancinelli (rôle de Charlotte)
- 1897 : Werther de Jules Massenet, avec Jean de Reszke,
- 1898 : Werther de Jules Massenet, avec Jean de Reszke, avec Ernest Van Dyck
- 1906 : Faust de Charles Gounod, avec Caruso

### à Londres
à Covent Garden (Royal Opera House), sauf mention contraire
- 1891 : Faust de Gounod, le 7 avril (rôle de Marguerite)
- 1891 : Lohengrin de Wagner, le 11 avril (rôle d'Elsa)
- 1891 : Mireille de Gounod, 11 juin
- 1894 : Werther de Massenet,
- 1896 : Les Maîtres chanteurs de Nuremberg de Richard Wagner, 11 juin
- 1896 : Faust de Gounod (rôle de Marguerite)
- 1897 : Faust de Gounod (rôle de Marguerite)
- 1898 : Lohengrin de Wagner, avec Ernest Van Dyck, 9 mai

## Critiques parues dans la presse

### Opéra de Paris
Roméo et Juliette de Gounod, 1889 : « Voix sonore et pleine, flexible et souple cependant dans toute son étendue, grâces de la personne, beaucoup de charme et d'élégance, grande intelligence de la scène, bonne prononciation, Mlle Eames a donc tout ce qu'il faut pour faire ce qu'on appelle une grande carrière. La Nilsson n'avait pas mieux commencé. »
Ascanio de Saint-Saëns, 1890 : « Mon cœur est sous la pierre, de Colombe... chanté avec un goût exquis et sans accompagnement... une charmante Colombe... un art consommé... évoquant l'unanimité des éloges. »
Zaïre de Paul Véronge de la Nux, 28 mai 1890 : « En tête de l'interprétation, il faut placer Mlle Eames, qui nous a donné une Zaïre idéale. La femme est charmante et d'une élégance patricienne ; la chanteuse, douée d'une voix adorable, juste, caressante et d'une exquise pureté, conduit cette voix avec un goût parfait et phrase délicieusement ; la comédienne enfin fait preuve d'une véritable intelligence et ne laisse rien à désirer. »

### Covent Garden
Faust de Gounod, le 7 avril 1891 : « débuts... immédiat et très grand succès... notes moyennes de la voix, qui ont une qualité particulièrement belle... se rapprochant du timbre de la mezzo-soprano... l'organe dans son ensemble, quoique extrêmement sucré, n'est pas très puissant, mais la méthode de la chanteuse ne laisse rien à désirer, et son exécution de passages brillants est soignée et précise... [et bien que]  pas une quantité très frappante de puissance tragique... charmante et sincèrement artistique. »
Lohengrin de Wagner, le 11 avril 1891 : « [Elsa] beaucoup de succès... très grand charme de sa voix ». En 1931, Hatton devait en effet affirmer que « la personnalité suprême est celle qui peut monopoliser une partie sans qu'aucun changement ne soit demandé ou souhaité, comme... Emma Eames comme Elsa ».
Werther de Massenet, 1894 : « "Mme. Emma Eames chante et agit avec beaucoup de charme comme Charlotte... la belle qualité des notes inférieures de la chanteuse... sa performance a été tout à fait réussie. »

## Enregistrements

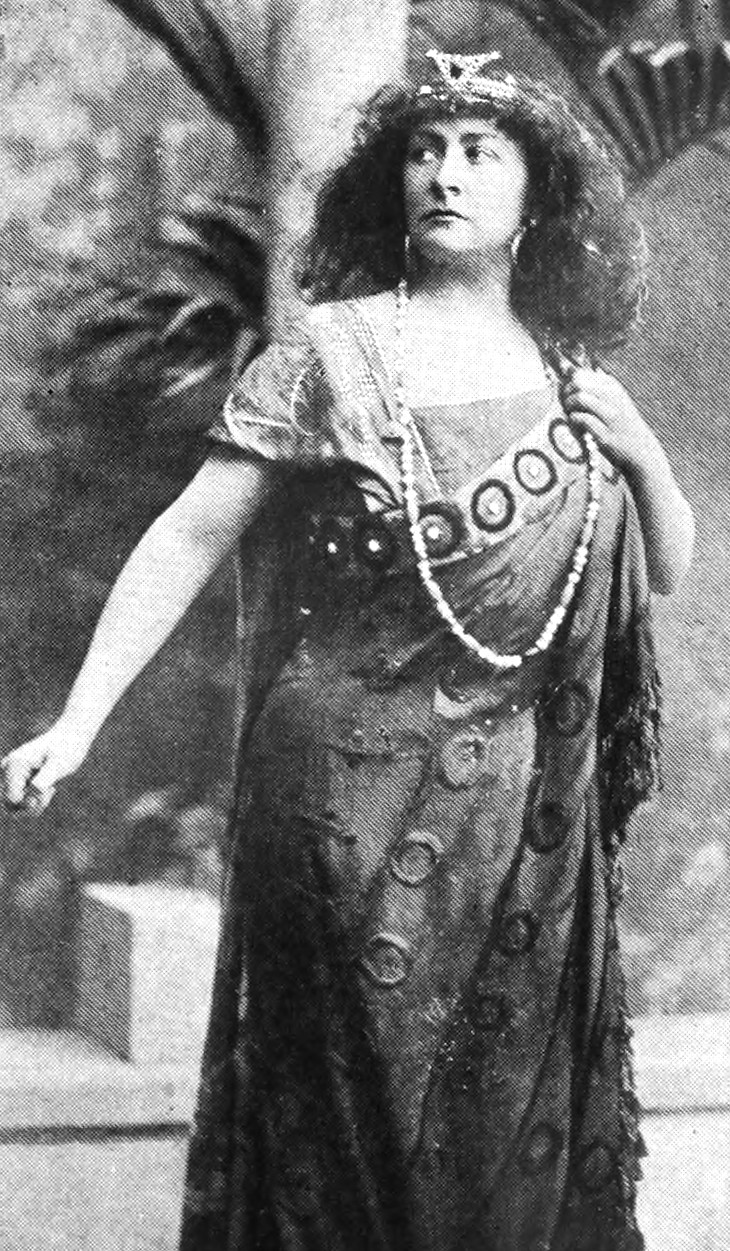
Emma Eames dans Aida

Au début, Eames possédait une voix de soprano opulente, aristocratique et experte. Elle a commencé par être un instrument purement lyrique, mais sa taille a augmenté au fil du temps, lui permettant de chanter des parties aussi lourdes qu'Aida, Sieglinde, Santuzza et Tosca dans de grands auditoriums. Les critiques de musique l'ont parfois prise à partie, cependant, pour la froideur de ses interprétations et sa manière de théâtre à distance.
Eames aurait été mécontente de la façon dont sa voix ressort sur les enregistrements commerciaux de la série de 78 tours qu'elle a faite en 1905-1911 pour la Victor Talking Machine Company, et les techniciens étaient également mécontents de son attitude impérieuse dans le studio. Harry O. Sooy, ingénieur chez Victor, a dit avec acidité dans ses mémoires : « La dernière date d'enregistrement de Mme Eames était le 14 avril 1911 et le personnel de la radio n’a pas eu une minute d’inquiétude parce qu’elle ne fait plus de disques pour la V. T. M. Co. » En 1939, cependant, elle est apparue sur une émission de radio américaine et a sélectionné certains de ses meilleurs enregistrements pour les auditeurs, parlant avec peu de modestie de leurs mérites. La voix d'Eames a également été prise en direct lors d'une réelle représentation au Met en 1903, sur des enregistrements primitifs connus sous le nom de cylindres Mapleson (en). Elle chante de manière impressionnante des fragments de Tosca sur ces cylindres. Ils peuvent être entendus sous forme numérique, avec l'ensemble de ses enregistrements pour Victor, sur un CD Romophone (numéro de catalogue 81001-2).
En plus de Tosca et Romeo et Juliette, le répertoire d’Eames comprenait un groupe d’opéras comparativement petit mais stylistiquement diversifié, allant d’œuvres composée par Mozart, Verdi, Wagner et Mascagni. Ils comprennent, entre autres, Aida, Otello, Il trovatore, un ballo in maschera, Lohengrin, Die Meistersinger, la Walkyrie, Faust, Werther, Cavalleria rusticana, La Flûte enchantée, les noces de Figaro et de Don Giovanni.
Elle est incluse dans l'une des plus grandes compilations de chants classiques, The EMI Record of Singing où elle apparaît dans le Volume I - Melba et les enfants Marchesi.

## Vie personnelle

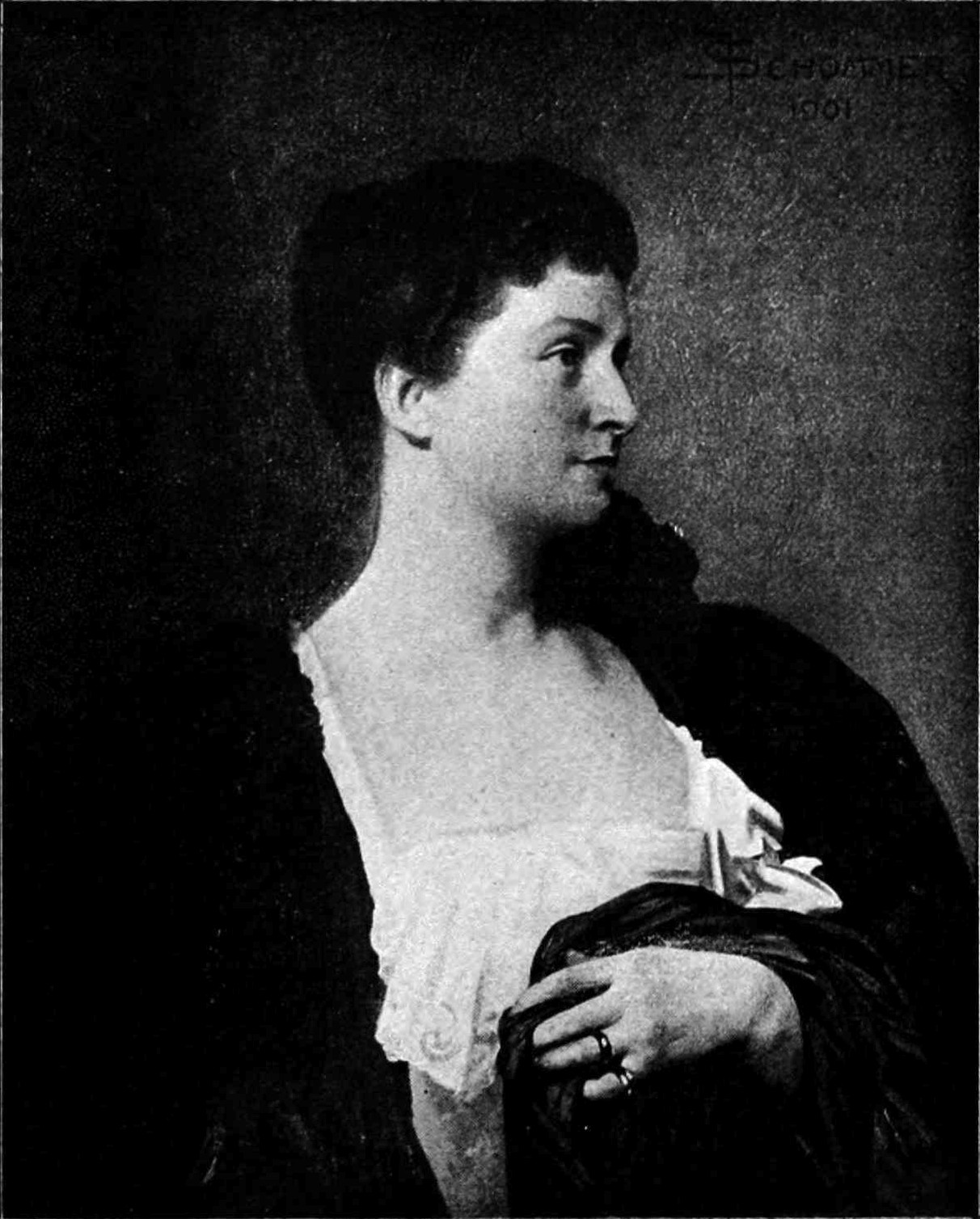
François Schommer Portrait d’Emma Eames

Eames était une femme belle et fière qui a grandi avec l'âge. François Schommer réalisa son portrait en 1901. Elle a été mariée deux fois, d'abord à un peintre nommé Julian Russell Story en août 1891 à Londres et puis avec le fameux baryton Emilio de Gogorza (en) en 1911, avec qui elle a fait quelques enregistrements en duos. Les deux mariages se sont terminés par un divorce. Elle n'a pas eu d'enfants, mais dans son autobiographie a admis qu'« elle a déjà été contrainte de subir une certaine "procédure médicale" pour mettre fin à une grossesse ».
Paris a été son lieu principal de résidence au cours des années 1920 et au début des années 1930. Elle a déménagé à New York en 1936, où elle a donné des cours de chant. Elle a également aimé assister à des spectacles de Broadway pour se détendre. Eames est morte en 1952, après une longue maladie, à l'âge de 86 ans dans sa maison de Manhattan. Elle est enterrée au cimetière de Oak Grove à Bath dans le Maine. Sa nièce, l'actrice Clare Eames, a été la première femme de l'auteur et scénariste Sidney Howard.

## Distinctions
- Chevalier de l'ordre des Palmes académiques (Officier d'académie) 1891[14].